# HCESAR鍵盤

HCESAR鍵盤

HCESAR是一種已經過時的打字機和電腦鍵盤布局。「HCESAR」是該鍵盤布局字母區第一行的前六個字母。鍵的安排順序由葡萄牙總理薩拉查於1937年7月21日行政命令設計。
這個鍵盤獨特之處的數字0被省略，所以只好使用字母O，另外，也有一些數字1被省略的打字機。
HCESAR鍵盤是公共行政和大多數私營公司的打字機。直到1970年代，這種鍵盤漸漸被替換成AZERTY鍵盤。该键盘适用于 Windows、macOS 和 Linux。